# Girma Yifrashewa
Girma Yifrashewa (Adis Abeba, Etiópia em 15 de outubro de 1967) é um pianista e compositor etíope.
Girma Yifrashewa tocaca na infância o Kirar, um instrumento de cordas tradicional etíope. Aos dezesseis anos ingressou na Escola de Música de Yared, onde teve suas primeiras aulas de piano. Depois de quatro anos, ele completou a anos de treinamento com um diploma e estudou na Academia Nacional de Música da Bulgária em Sófia, Atanas Kourtev. Durante este tempo ele teve suas primeiras aparições como solista de piano.
O colapso da União Soviética e seus Estados satélites interrompeu inicialmente a sua formação, mais tarde ele frequentou aulas na Royal Academy of Music em Londres em 1997 e na Escola Superior de música e arte dramática Felix Mendelssohn Bartholdy em 1999. Entre 1995 e 2001 lecionou na Escola de Música Yared. De 2002 a 2004 realizou várias concertos por África, e também entre outros países como a Austrália (em 2002), Alemanha, França, Bulgária, Itália e Reino Unido.
O repertório de Yifrashewas inclui composições de Schubert, Schumann e Debussy, além disso obras de Bach, Mozart e Beethoven. Seu primeiro CD, The Shepherd with the Flute lançado em 2002 contém composições de Beethoven, Chopin, Debussy, Mozart e Schumann seu arranjo do mesmo trabalho de seu compatriota Ashenafi Kebede. No CDs Meleya Keleme de 2003 e Elilta de 2006 ele colocou suas próprias composições.

## Discografia
- 2002: The Shepherd with the Flute
- 2003: Meleya Keleme
- 2006: Elilta